# NGC 3617
NGC 3617 é uma galáxia elíptica (E) localizada na direcção da constelação de Hydra. Possui uma declinação de -26° 08' 02" e uma ascensão recta de 11 horas, 17 minutos e 50,8 segundos.
A galáxia NGC 3617 foi descoberta em 22 de Março de 1836 por John Herschel.